# Christian Gasc

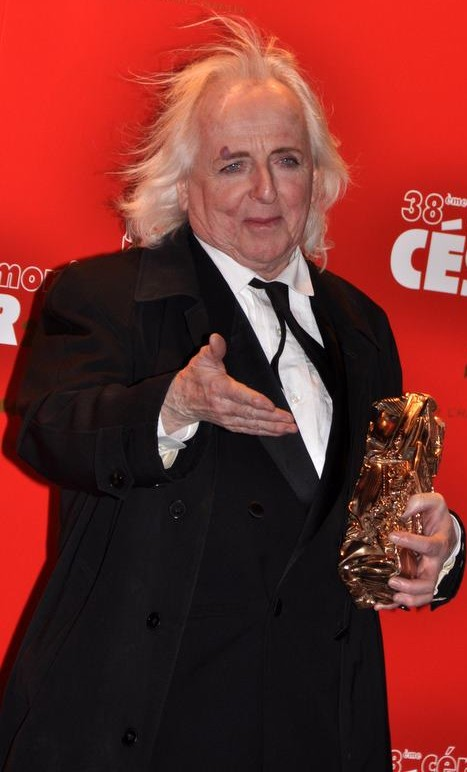
Christian Gasc bei der Verleihung des César 2013

Christian André Gasc (* 6. August 1945 in Dunes, Tarn-et-Garonne; † 10. Januar 2022 in Paris) war ein französischer Kostümbildner.

## Leben

### Kindheit und Jugend
Christian Gasc wurde 1945 als Sohn des Mechanikers Lucien Gasc und der Näherin Georgette Pelera in Dunes geboren und wuchs in bescheidenen Verhältnissen auf. Einen Teil seiner Jugend verbrachte er in Valence, wo er durch seine Mutter bereits in jungen Jahren eine Begeisterung für das Kino entwickelte. Nach einer Ausbildung zum Industriedesigner ging er mit seinem Freund aus Kindertagen, dem späteren Regisseur André Téchiné, nach Paris, um beim Film zu arbeiten.

### Filmkarriere
Im Jahr 1974 lernte Gasc in der seinerzeit im Palais de Chaillot ansässigen Cinémathèque française die Regisseurin Liliane de Kermadec kennen, die ihm anbot, die Kostümen für ihren Film Aloïse zu entwerfen, der 1975 am Wettbewerb um die Goldene Palme bei den 28. Filmfestspielen von Cannes teilnahm. 1976 entwarf Gasc die Kostüme für Jeanne Moreaus Regiedebüt Im Scheinwerferlicht. Noch im selben Jahr begann seine vielfache Zusammenarbeit mit seinem Freund André Téchiné, als dieser ihn mit dem Kostümdesign seines Films Barocco betraute. Weitere gemeinsame Produktionen waren unter anderem die Filme Begegnung in Biarritz (1981), Schauplatz des Verbrechens (1986) und Changing Times (2004), in denen Catherine Deneuve jeweils eine Hauptrolle spielte.
Auch mit den Nouvelle-Vague-Regisseuren François Truffaut (Das grüne Zimmer, 1978) und Jean-Luc Godard (Passion, 1982) arbeitete Gasc zusammen. 1986 erhielt er für Téchinés Rendez-Vous in der Kategorie Beste Kostüme seine erste Nominierung für den César, den er 1996 für die Opernverfilmung Madame Butterfly erstmals gewinnen konnte. Diesen Triumph konnte er mit den Historienfilmen Ridicule – Von der Lächerlichkeit des Scheins (1996), Duell der Degen (1997) und Leb wohl, meine Königin! (2012) mit Diane Kruger als Marie-Antoinette wiederholen.
Neben Deneuve kleidete Gasc über die Jahre eine Reihe weiterer Stars des französischen Kinos in ihren Filmen ein, darunter die mit ihm befreundete Marie-France Pisier, Isabelle Huppert, Isabelle Adjani, Gérard Depardieu, Fanny Ardant und Simone Signoret. Weitere Regisseure, unter denen er wirkte, waren Bertrand Tavernier, Bernard Blier, Patrice Leconte und Benoît Jacquot. Zur Bedeutung des Kostümdesigns bei einer Filmproduktion meinte Gasc 1998: „Das Kostüm ist das Bindeglied zwischen dem Skript, der Inszenierung und den Schauspielern. Und diese Verbindung muss Harmonie und Sinn ergeben.“

### Oper und Theater
Neben seiner Arbeit beim Film trat Gasc im Laufe seiner Karriere auch für etwa 20 Opern- und 40 Theaterinszenierungen als Kostümbildner in Erscheinung. So war er an den Opern von Genf, Mailand, Paris und London tätig und entwarf unter anderem die Kostüme für Tosca in Monte-Carlo, Marius et Fanny an der Opéra de Marseille, Manon Lescaut am Teatro Regio in Turin und an der Mailänder Scala sowie die Ring-Tetralogie von Richard Wagner an der Opéra Royal de Wallonie in Lüttich.
Im Jahr 2003 wurde Gasc mit dem Molière für die Kostüme einer Theaterproduktion am Théâtre du Palais-Royal von Oscar Wildes Lady Windermeres Fächer ausgezeichnet. Im Jahr 2014 wirkte er außerdem an einer Produktion von Verdis La traviata an der Opéra National de Paris unter der Regie von Benoît Jacquot, nachdem ihm dort bereits mit Jacquots Inszenierung von Massenets Werther mit Jonas Kaufmann in der Titelrolle großer Erfolg beschieden war.

## Filmografie (Auswahl)
- 1975: Aloïse
- 1976: Sérail
- 1976: Im Scheinwerferlicht (Lumière)
- 1976: Barocco
- 1978: Das grüne Zimmer (La chambre verte)
- 1979: Rückkehr zur Geliebten (Retour à la bien-aimée)
- 1979: Die Schwestern Brontë (Les sœurs Brontë)
- 1979: Jetzt oder nie (Courage fuyons)
- 1980: Liebe Unbekannte (Chère inconnue)
- 1980: Kleine Verführerin (La petite sirène)
- 1981: Die Flügel der Taube (Les ailes de la colombe)
- 1981: Begegnung in Biarritz (Hôtel des Amériques)
- 1982: Der Superboß (Le grand pardon)
- 1982: Passion
- 1983: Cap Canaille
- 1984: Eine verbotene Liebe (Un amour interdit)
- 1985: Die Kinder (Les enfants)
- 1985: Rendez-Vous (Rendez-vous)
- 1986: Schauplatz des Verbrechens (Le lieu du crime)
- 1987: Die Unschuldigen (Les innocents)
- 1988: Chocolat – Verbotene Sehnsucht (Chocolat)
- 1989: Les deux Fragonard
- 1990: Le bal du gouverneur
- 1990: Daddy Nostalgie
- 1991: Die Equilibristen (Les équilibristes)
- 1992: À demain
- 1995: Le roi de Paris
- 1995: Madame Butterfly
- 1996: Mein Mann – Für deine Liebe mach’ ich alles (Mon homme)
- 1996: Ridicule – Von der Lächerlichkeit des Scheins (Ridicule)
- 1997: Duell der Degen (Le bossu)
- 1998: Die süße Kunst des Müßiggangs (Dolce far niente)
- 1999: Augustin, Kung-Fu-König (Augustin, roi du Kung-fu)
- 2000: Le pique-nique de Lulu Kreutz
- 2000: Die Witwe von Saint-Pierre (La veuve de Saint-Pierre)
- 2000: Sade
- 2001: Tosca
- 2002: Straße der heimlichen Freuden (Rue des plaisirs)
- 2003: Die Flüchtigen (Les égarés)
- 2003: Les côtelettes
- 2004: Changing Times (Les temps qui changent)
- 2005: Black Box (La boîte noire)
- 2006: Gaspard der Bandit (Gaspard le bandit) (TV-Film)
- 2010: Les faux-monnayeurs (TV-Film)
- 2010: Tief in den Wäldern (Au fond des bois)
- 2010: Nur für Personal! (Les femmes du 6ème étage)
- 2012: Leb wohl, meine Königin! (Les adieux à la reine)
- 2014: Madame Bovary

## Auszeichnungen
- 1986: Nominierung für den César in der Kategorie Beste Kostüme für Rendez-vous
- 1996: César in der Kategorie Beste Kostüme für Madame Butterfly
- 1997: César in der Kategorie Beste Kostüme für Ridicule – Von der Lächerlichkeit des Scheins
- 1997: Nominierung für den Satellite Award in der Kategorie Bestes Kostümdesign für Ridicule – Von der Lächerlichkeit des Scheins
- 1998: César in der Kategorie Beste Kostüme für Duell der Degen
- 2003: Molière in der Kategorie Beste Kostüme für Lady Windermeres Fächer
- 2010: Chevalier de l’Ordre des Arts et des Lettres (Ritterkreuz des Ordens der Künste und der Literatur)[6]
- 2012: Nominierung für den César in der Kategorie Beste Kostüme für Nur für Personal!
- 2012: Nominierung für den Satellite Award in der Kategorie Bestes Kostümdesign zusammen mit Valérie Ranchoux für Leb wohl, meine Königin!
- 2013: César in der Kategorie Beste Kostüme für Leb wohl, meine Königin!
- 2019: Chevalier de la Légion d’honneur (Ritterkreuz der Ehrenlegion)[7]